# Kaźmierz
Kaźmierz (deutsch Kazmierz, älter auch Kasimirs, 1943–1945 Urnental) ist ein Dorf und Sitz der gleichnamigen Landgemeinde in Polen. Der Ort liegt im Powiat Szamotulski der Wojewodschaft Großpolen.

## Gemeinde
Zur Landgemeinde (gmina wiejska) Kaźmierz gehören 18 Ortsteile (deutsche Namen bis 1945) mit einem Schulzenamt (sołectwo).
- Bytyń (Bythin, 1943–1945 Bütin, älter auch Beutten[5])[3]
- Brzezno
- Chlewiska (Chlewisko, 1943–1945 Krisenrode)[4]
- Dolne Pole
- Gaj Wielki
- Gorszewice
- Kaźmierz (Kazmierz, 1943–1945 Urnental)[3]
- Kiączyn (Kiaczyn, 1943–1945 Staren)[4]
- Komorowo (Komorowo, 1943–1945 Steinfeld)[4]
- Kopanina (Kopanina, 1943–1945 Falkenried)[4]
- Młodasko (Mlodasko, 1943–1945 Bernikau)[4]
- Nowa Wieś
- Piersko (Piersko, 1943–1945 Roschken)[4]
- Pólko (Polko, 1943–1945 Pölk)[3]
- Radzyny (Radzyna, 1943–1945 Radlau)[4]
- Sierpówko
- Sokolniki Małe
- Sokolniki Wielkie (Sokolniki, 1943–1945 Falkenried)[4]
- Witkowice (Witkowice, 1943–1945 Wittigau)[4]

## Söhne und Töchter
- Arthur Scholtz (1871–1935), Verwaltungsjurist und Kommunalpolitiker, Bürgermeister von Berlin (geboren in Bythin)
- Tadeusz Werno (1931–2022), Weihbischof in Koszalin-Kołobrzeg